# 25 Churchill Place
25 Churchill Place je výšková kancelářská budova stojící v Canary Wharf v Londýně. Mrakodrap má 24 podlaží a jeho výška dosahuje 118 m. Stavba probíhala mezi lety 2012 a 2014. Budovu navrhla skupina architektů Kohn Pedersen Fox pro investora Canary Wharf Group. Nachází se na adrese 25/30 Churchill Place. Stojí ve východní části Canary Wharf nedaleko dalších mrakodrapů, jako jsou One Churchill Place, One Park Drive a 25 Canada Square.

## Historie

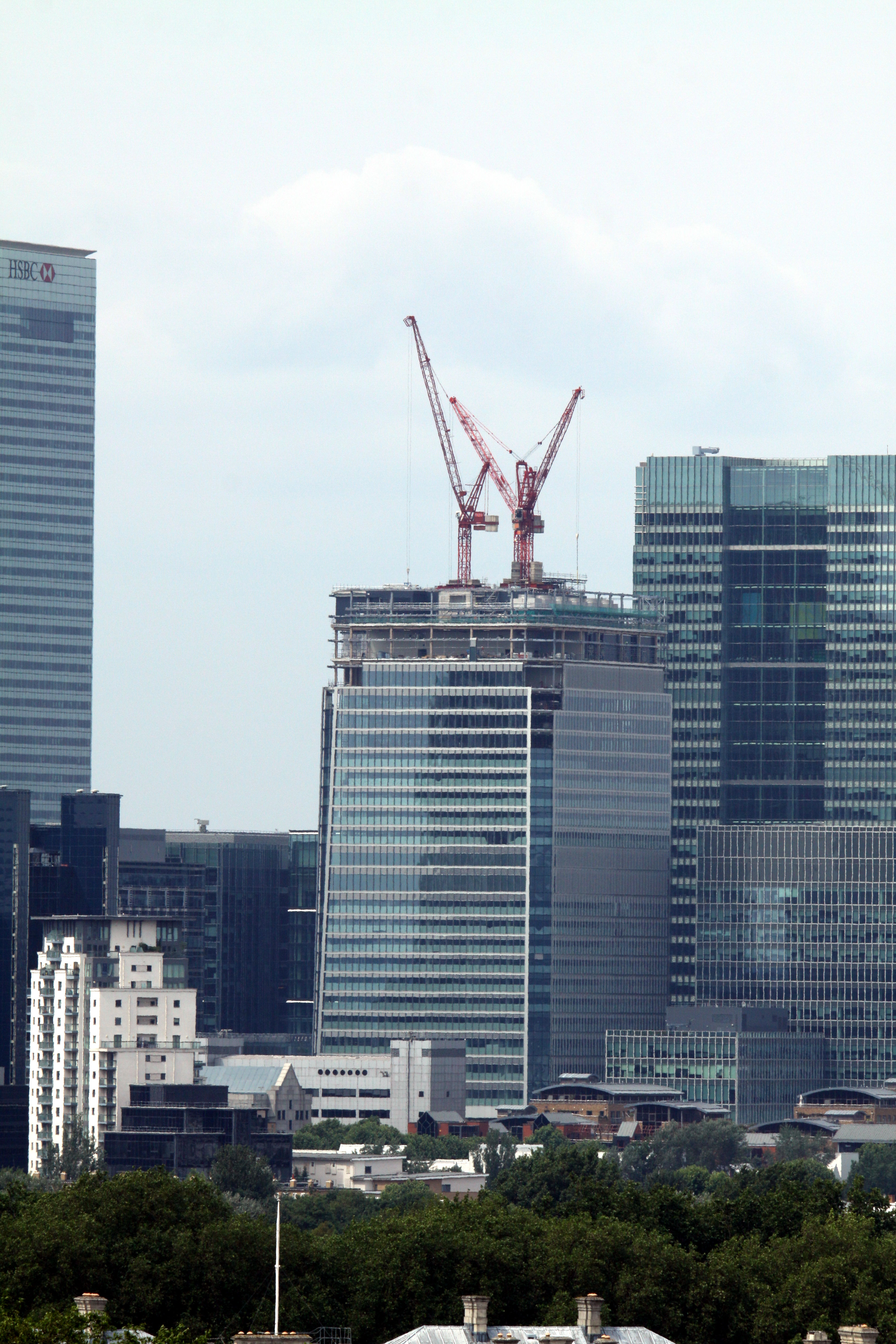
Probíhající stavba v červnu 2013

Plány na stavbu byly v dubnu 2008 zaslány příslušnému londýnskému obvodu. K jejich schválení došlo v listopadu téhož roku. Budova o výšce 118 m byla navržena architekty z firmy Kohn Pedersen Fox. Výstavba započala v únoru 2012. Dokončena byla v roce 2014.

## Popis
Mrakodrap je vysoký 118 m a má 24 podlaží. Celková podlahová plocha kanceláří činí 51 508 m². Budovu obsluhuje 20 výtahů s kapacitou 24 osob, z nichž jen polovina pokračuje až do nejvyšších pater. Dále jsou v provozu dva nákladní výtahy. Budova v roce 2016 získala certifikaci BREEAM na úrovni „Excellent“. Součástí stavby jsou fotovoltaické panely a moderní úsporná klimatizace.

### Nájemníci
Od roku 2014 využívala patra 1–10 jako své hlavní sídlo Evropská léková agentura (EMA). Nájemní smlouva byla podepsána na dobu 25 let bez možnosti zrušení. Po rozhodnutí Spojeného království z roku 2016 o opuštění Evropské unie musela EMA opustit Londýn a přesídlila do nového sídla v Amsterdamu. Agentura se o zrušení nájemní smlouvy v hodnotě přes 400 milionů eur soudila u britského Vrchního soudu, který však její požadavek zamítl. EMA nemovitost opustila v březnu 2019. Nakonec se dohodla s americkou společností WeWork, která se postará o podnájem prostorů výměnou za finanční podporu ze strany EU.
Od roku 2015 patra 11–21 využívá společnost Ernst & Young.

## Doprava
Mrakodrap se nachází v Canary Wharf a je velmi dobře dopravně dostupný. Nejbližší stanicí metra je Canary Wharf, kde je možné využít Jubilee Line. Nedaleko stojí stejnojmenná stanice Elizabeth Line a také stanice DLR. Přímo před budovou se nachází autobusová zastávka Churchill Place, odkud odjíždějí autobusy D3, SL4 a D8. Lidem, kteří v budově pracují, slouží soukromé parkoviště s kapacitou 247 kol, ke kterému přísluší 247 skříněk a 7 sprch.